# Burgstall Hohenbrunnen
Der vermutlich spätmittelalterliche Burgstall Hohenbrunnen ist der Rest einer abgegangenen Burg, die sich einst auf einer kleinen Terrasse an einem Steilhang des Erasbacher Berges erhob. Der Burgstall liegt westnordwestlich des Kirchdorfes Sollngriesbach in der Gemeinde Berching im oberpfälzischen Landkreis Neumarkt in der Oberpfalz in Bayern, Deutschland. Von der Burg, die erst im Spätmittelalter aus dem Dunkel der Geschichte auftaucht, sind heute nur noch der eindrucksvolle Halsgraben und wenige überwachsene Mauerreste vorhanden. Das vom Bayerischen Landesamt für Denkmalpflege als „mittelalterlicher Burgstall Hohenbrunnen“ erfasste Bodendenkmal trägt die Denkmalnummer D-3-6834-0016.

## Geographische Lage
Die Stelle der ehemaligen Burg befindet sich im Zentrum des Mittelgebirges Fränkische Alb, auf einer Hangterrasse an einem sehr steil in ein kleines Nebental des Kirchenbaches abfallenden Hang des Erasbacher Berges. Sie liegt etwa 1900 Meter westnordwestlich der katholischen Kirche Sankt Nikolaus in Sollngriesbach oder 1460 Meter nordnordöstlich der Ortsmitte von Jettingsdorf.
In der Nähe befinden sich noch weitere ehemalige mittelalterliche Burgen, nur wenige Kilometer nordwestlich befindet sich der Burgstall Häferloch, etwas weiter ein Burgstall auf dem Röschberg. Ein weiterer Burgstall befindet sich in Burggriesbach, und in westlicher Richtung liegt der Turmhügel Gutser Schloss nördlich von Viehhausen.
In der Nähe befindet sich die sehenswerte Kalktuffterrasse Hoher Brunnen.

## Geschichte der Burg
Über die abgegangene Burg Hohenbrunnen existieren heute keinerlei bekannte geschichtliche Nachrichten. Sie wird urkundlich nicht erwähnt, so dass weder der Bauherr noch die Erbauungszeit der Burg zu erfahren ist. Während des Spätmittelalters ist zwischen den Jahren 1334 und 1354 ein Heinrich von Hohenbrunnen urkundlich nachweisbar. Später, im Jahr 1419 ist ein weiteres Mitglied der Familie von Hohenbrunnen erwähnt worden.
Der Name der Burg geht wahrscheinlich auf eine der beiden Quellen zurück, die in unmittelbarer Nähe hangaufwärts entspringen.
Heute ist die Stelle der ehemaligen Burg dicht mit Wald bewachsen, von ihr ist nur noch der Halsgraben, ein kurzer Mauerzug, sowie einige überwachsene Grundmauerreste erhalten.
Der jederzeit frei zugängliche Burgstall dient als Rastplatz, es wurden dort mehrere Sitzbänke und Tische aufgestellt.

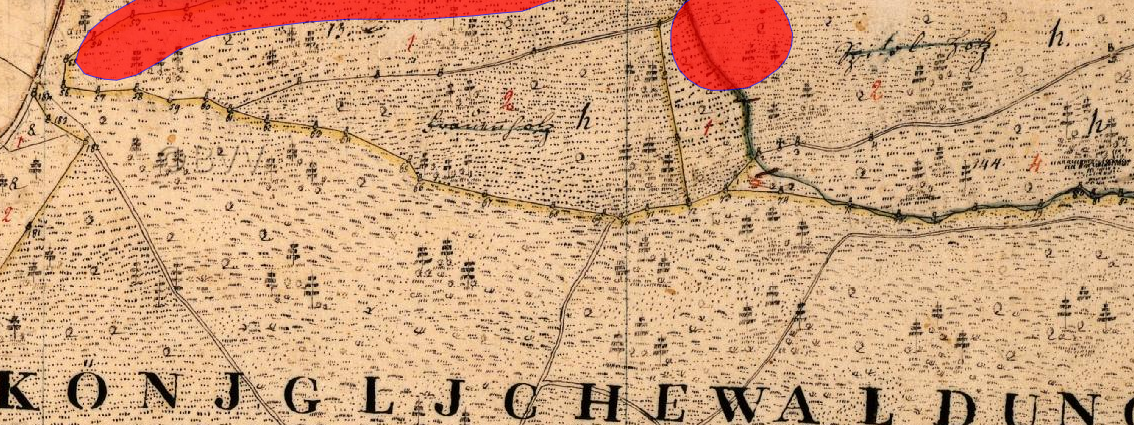
Lageplan des Burgstalls Hohenbrunnen auf dem Urkataster von Bayern

## Beschreibung

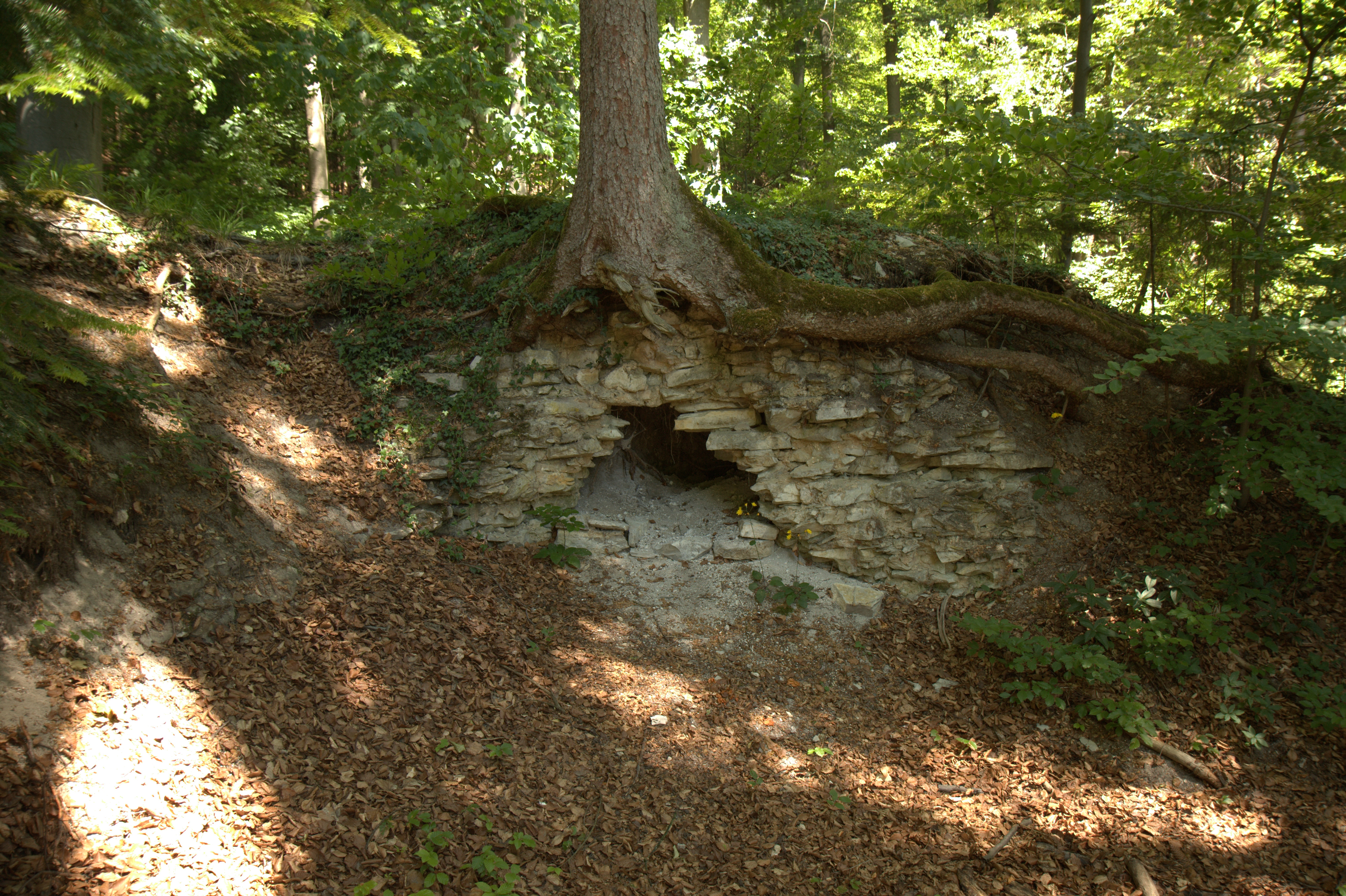
Mauerwerksrest

Die Stelle der abgegangenen Höhenburg liegt auf einer Hangterrasse, die aus dem oberen Drittel des Südhanges einer in ein Nebental der Sulz abfallenden Hochfläche hervorspringt. Die Südseite des Burgstalls fällt sehr steil ab, auch die West- und die Ostseite der Terrasse gehen in einen Steilhang über, so dass die Anlage auf diesen drei Seiten hervorragend vor einem Angriff geschützt war. Die Nordseite dagegen steigt erst nur leicht, dann aber steil bis zur bewaldeten Hochfläche an. Diese von Natur aus am schlechtesten geschützte Seite musste durch einen Graben gesichert werden.
Die Fläche dieser kleinen, einteiligen Hangburg ist von ovaler Form mit einem größten Durchmesser von etwa 36 Meter.
Der turmhügelartige Burgstall wird von einem 1,2 Meter tiefen und etwa 3 Meter breiten halbkreisförmigen Sohlgraben umfasst, der heute auf etwa zwei Drittel seiner Länge von einem kleinen Bach durchflossen wird.
Beide Enden des Grabens laufen am steil abfallenden Berghang aus, dort ist noch jeweils ein Abraumhügel, ein Zeichen für die künstliche Herkunft des Grabens, zu erkennen. Der westliche Abraumhügel wurde von dem Bach zu einer großen Kalktuffterrasse mit vielen kleinen Becken umgeformt.
Der aus dem Graben etwa 2,5 Meter hoch aufsteigende Burghügel hat einen ovalen Grundriss mit etwa 30 Meter größtem Durchmesser. Im nordöstlichen Bereich des Hügels ist eine große, rechteckige Vertiefung erhalten, die die Stelle eines ehemaligen Gebäudes markiert. An der West- und an der Ostseite der Vertiefung sind noch überwachsene Grundmauern zu erkennen, an der Nordseite liegt Bruchstein-Mauerwerk offen zu Tage. Die restliche, zum Tal hin abfallende Burgfläche ist heute sehr stark durchwühlt. Ob es sich bei einigen der zahlreichen Vertiefungen um weitere Stellen von Gebäuden handelt, kann ohne archäologische Ausgrabung nicht bestimmt werden.